# Tortora
Tortora község (comune) Olaszország Calabria régiójában, Cosenza megyében.

## Fekvése
A megye északnyugati részén fekszik, a Pollino Nemzeti Park területén. Határai: Aieta, Laino Borgo, Lauria, Maratea, Praia a Mare és Trecchina.

## Története
Az évszázadok során egy Lauriához tartozó falu volt. Egyes történészi vélemények szerint a lucanusok által alapított ókori város, Blanda romjain épült fel. A feudalizmus felszámolása után 1937-ig Praia a Mare rész volt. 

## Népessége
A népesség számának alakulása:

## Főbb látnivalói
- Torre Nave
- Palazzo Lomonaco Melazzi
- Stella Maris-templom
- San Pietro Apostolo-templom
- Materdomini-templom